# Корсеев, Игорь Львович
Игорь Львович Корсеев (род. 22 июля 1968, Шумиха, Курганская область) — российский тяжёлоатлет, выступает под флагом России. Является серебряным призёром Чемпионата Европы по тяжелой атлетике среди ветеранов, а также неоднократным чемпионом России. В 2008 году в Тольятти на проходившем Кубке России и СНГ, в упражнении «Рывок» установил 2 рекорда России (111 и 113 кг). Кандидат в мастера спорта.

## Биография
Игорь Львович Корсеев родился 22 июля 1968 года в городе Шумихе Шумихинского района Курганской области, ныне город — административный центр Шумихинского муниципального округа той же области.
Самый распространенный вид спорта в этом городе бокс и тяжелая атлетика. Игорь является гордостью «Шумихинской школы тяжелой атлетики», он неоднократный чемпион России, призёр чемпионатов Европы, рекордсмен России. Его тренер Сабит Сабирович Хальмитов.
На некоторых интернет-сайтах пишут, что Игорь Корсеев — челябинский воспитанник. Это не правда, Игорь Корсеев воспитанник «Шумихинской ДЮСШ». И выступает он за Курганскую область.

## Медали
- Чемпионат Европы по тяжелой атлетики среди ветеранов 2009 — 2 место
- Кубок России и СНГ 2008 — 1 место
- Чемпионат России 2008 — 1 место
- Кубок России 2016 — 1 место[4]